# Diomo
Nella mitologia greca,  Diomo   era il nome di uno degli eroi dell'antichità, figlio di Colitto e padre di Alcioneo.

## Il mito
Si racconta di Diomo in occasione della vita di Eracle, che conobbe verso la sua morte. Quando il figlio di Zeus fu loro ospite ebbe occasione di conoscere il ragazzo e si innamorò di lui.
Dopo la morte del semidio gli offrì un sacrificio, ma un animale disturbò l'evento, rubando l'animale in sacrificio e lasciandolo molto lontano. A quel punto Diomo decise di fondare, in quello stesso luogo, un santuario.

### Moderna
- Pierre Grimal, Enciclopedia della mitologia 2ª edizione, Brescia, Garzanti, 2005, ISBN 88-11-50482-1. Traduzione di Pier Antonio Borgheggiani